# Petit Best 3
Petit Best 3 est un album compilation du Hello! Project sorti fin 2002. Une version vidéo sort en 2004 : Petit Best 3 DVD.

## Album CD
Albums de le Hello! Project
Petit Best 2 ~3, 7, 10~
(2001) Petit Best 4
(2003)
Singles
Petit Best 3 ou Pucchi Best 3 (プッチベスト3) est un album compilation de chansons des divers artistes du Hello! Project, sorti le 18 décembre 2002 au Japon sous le label zetima. Il atteint la 6e place du classement de l'Oricon, et reste classé pendant neuf semaines. C'est le troisième d'une série de compilations similaires homonymes nommées Petit Best, dont les volumes sortent chaque fin d'année. Une version DVD contenant la plupart des clips vidéos des chansons sortira deux ans plus tard : Petit Best 3 DVD.
L'album contient des titres sortis en single dans l'année par la plupart des groupes et solistes du Hello! Project ; certains de ces titres ne figureront sur aucun autre album. Parmi eux figurent les trois chansons sorties en singles l'été précédent par les groupes shuffle units de l'année mélangeant divers artistes du H!P : Happy 7, Sexy 8, et Odoru 11. Il contient aussi celle de l'ultime single de Michiyo Heike au H!P.
L'album contient sept chansons inédites : une version remixée de Do it! Now de Morning Musume, une version remixée de la chanson en "face B" du single Ai~n Taisō / Ai~n! Dance no Uta de Mini Moni, une chanson inédite de Country Musume, une nouvelle version de Chokotto Love interprétée par la nouvelle formation de Petit Moni, une nouvelle version de Mr. Moonlight ~Ai no Big Band~ interprétée cette fois par Coconuts Musume, et deux courtes chansons interprétées par des membres de Morning Musume (alias Pocky Girls et Venus Mousse) qui ont servi de thèmes musicaux à des publicités ; ces deux dernières seront ré-enregistrées en version longue pour l'album No. 5 de 2003.
| 1.  | Shiawase Beam! Suki Suki Beam! (幸せビーム! 好き好きビーム)                | Happy 7                         |  |
| 2.  | Shiawase Desu ka? (幸せですか?)                                            | Sexy 8                          |  |
| 3.  | Shiawase Kyōryū Ondo (幸せきょうりゅう音頭)                                | Odoru 11                        |  |
| 4.  | Do it! Now (Crazy Soda Remix) (ミニモニ。テレフォン！リンリンリン)         | Morning Musume                  |  |
| 5.  | Momoiro Kataomoi (♡桃色片思い♡)                                            | Aya Matsuura                    |  |
| 6.  | Ai~n! Dance no Uta (More trance remix) (アイーン! ダンスの唄...)           | Baka Tono Sama & Mini Moni Hime |  |
| 7.  | Murasaki Shikibu (ムラサキシキブ)                                          | Michiyo Heike                   |  |
| 8.  | Yaruki! It's Easy (やる気! IT'S EASY)                                      | Maki Gotō                       |  |
| 9.  | Tokyo Bijin (東京美人)                                                     | Yūko Nakazawa                   |  |
| 10. | Romantic Ukare Mode (ロマンティク浮かれモード)                             | Miki Fujimoto                   |  |
| 11. | Be Happy Koi no Yajirobee (BE HAPPY恋のやじろべえ)                         | Tanpopo                         |  |
| 12. | Kōsui (香水)                                                               | Melon Kinenbi                   |  |
| 13. | Atarashii Koi no Hatsu Date (新しい恋の初デート) (titre inédit)            | Country Musume ni Ishikawa Rika |  |
| 14. | Chokotto Love (2003 Version) (ちょこっとLOVE...)                           | Petit Moni                      |  |
| 15. | Mr. Moonlight ~Ai no Big Band~ (Hawaiian Version) (... ~愛のビッグバンド~) | Coconuts Musume                 |  |
| 16. | Yes! Pocky Girls (YES! POCKY GIRLS) (titre inédit)                         | Pocky Girls                     |  |
| 17. | Megami ~Mousse na Yasashisa~ (女神 ~Mousseな優しさ~) (titre inédit)        | Venus Mousse                    |  |

## Petit Best 3 DVD
Vidéos par Petit Best
Petit Best 2 DVD
(2004) Petit Best 4 DVD
(2003)
Petit Best 3 DVD ou Pucchi Best 3 DVD (プッチベスト3 DVD) est une vidéo au format DVD sortie le 15 décembre 2004 au Japon sous le label zetima. C'est une compilation de clips vidéos, contenant la plupart des clips des chansons des divers artistes du Hello! Project parues sur la compilation Petit Best 3 sortie deux ans auparavant. Elle atteint la 45e place du classement des ventes de DVD de l'Oricon.
Cette version DVD de la compilation sort en même temps que les DVD similaires des deux premières compilations de la série Petit Best ; en effet, une version DVD de la compilation annuelle sort désormais simultanément depuis le Petit Best 4 de 2003, et les vidéos des trois premiers volumes sont produites fin 2004 pour compléter la série.
La couverture du DVD est quasiment identique à celle de la compilation CD de 2001, mais avec une couleur de fond différente. Il n'y a pas de clips pour les sept inédits : les remixes de Morning Musume et Mini Moni sont remplacés par leurs clips de Do it! Now et Genki Jirushi no Ōmori Song, le titre de Country Musume est remplacé par son clip de Bye Bye Saigo no Yoru, et les quatre derniers titres sont remplacés par le clip collaboratif de Morning Musume Single Medley ~Hawaiian~.
| 1.  | Shiawase Beam! Suki Suki Beam! (幸せビーム! 好き好きビーム)                           | Happy 7                                                                 |  |
| 2.  | Shiawase Desu ka? (幸せですか?)                                                       | Sexy 8                                                                  |  |
| 3.  | Shiawase Kyōryū Ondo (幸せきょうりゅう音頭)                                           | Odoru 11                                                                |  |
| 4.  | Do it! Now                                                                            | Morning Musume                                                          |  |
| 5.  | Momoiro Kataomoi (♡桃色片思い♡)                                                       | Aya Matsuura                                                            |  |
| 6.  | Genki Jirushi no Ōmori Song (げんき印の大盛りソング)                                  | Mini Moni & Ai Takahashi + 4KIDS                                        |  |
| 7.  | Murasaki Shikibu (ムラサキシキブ)                                                     | Michiyo Heike                                                           |  |
| 8.  | Yaruki! It's Easy (やる気! IT'S EASY)                                                 | Maki Gotō                                                               |  |
| 9.  | Tokyo Bijin (東京美人)                                                                | Yūko Nakazawa                                                           |  |
| 10. | Romantic Ukare Mode (ロマンティク浮かれモード)                                        | Miki Fujimoto                                                           |  |
| 11. | Be Happy Koi no Yajirobee (BE HAPPY恋のやじろべえ)                                    | Tanpopo                                                                 |  |
| 12. | Kōsui (香水)                                                                          | Melon Kinenbi                                                           |  |
| 13. | Bye Bye Saigo no Yoru (BYE BYE 最後の夜)                                              | Country Musume ni Ishikawa Rika                                         |  |
| 14. | Morning Musume Single Medley ~Hawaiian~ (モーニング娘。シングルメドレー ~ハワイアン~) | Takagi Boo & Morning Musume, Coconuts Musume, Miki Fujimoto, Rika Ishii |  |

## Participantes
Comme pour les autres volumes, toutes les chanteuses ayant interprété des titres de la compilation figurent sur le montage photographique en couverture ; cette fois cependant, chacune d'elles n'y est représentée qu'une seule fois. La couverture du DVD reste cette fois identique. Maki Goto chante sur le titre de Morning Musume mais ne faisait plus partie du groupe à la sortie de l'album. Michiyo Heike et Rinne Toda chantent chacune sur deux titres mais ne faisaient plus partie du H!P à sa sortie. Deux chanteurs extérieurs au H!P, Baka Tono Sama et Takagi Boo, ont collaboré sur deux titres mais ne figurent pas en couverture, de même que les 4KIDS qui apparaissent dans le DVD.
- Happy 7 (Ai Kago, Ai Takahashi, Makoto Ogawa, Risa Niigaki, Mika Todd, Asami Kimura, Hitomi Saito)
- Sexy 8 (Mari Yaguchi, Maki Goto, Hitomi Yoshizawa, Rika Ishikawa, Ayaka Kimura, Mai Satoda, Masae Ohtani, Michiyo Heike)
- Odoru 11 (Natsumi Abe, Kaori Iida, Kei Yasuda, Nozomi Tsuji, Asami Konno, Rinne Toda, Megumi Murata, Ayumi Shibata, Aya Matsūra, Rika Ishii, Miki Fujimoto)
- Morning Musume (Kaori Iida, Natsumi Abe, Kei Yasuda, Mari Yaguchi, Maki Goto, Rika Ishikawa, Hitomi Yoshizawa, Nozomi Tsuji, Ai Kago, Ai Takahashi, Asami Konno, Makoto Ogawa, Risa Niigaki)
- Aya Matsūra
- Mini Moni (Mari Yaguchi, Nozomi Tsuji, Ai Kago, Mika)
- Michiyo Heike
- Maki Goto
- Yuko Nakazawa
- Miki Fujimoto
- Tanpopo (Rika Ishikawa, Asami Konno, Risa Niigaki, Ayumi Shibata)
- Melon Kinenbi (Hitomi Saito, Megumi Murata, Masae Otani, Ayumi Shibata)
- Country Musume ni Ishikawa Rika (Rinne, Asami, Mai Satoda, Rika Ishikawa) (Rinne ne figure pas sur le titre du DVD)
- Petit Moni (Hitomi Yoshizawa, Makoto Ogawa, Ayaka)
- Coconuts Musume (Ayaka, Mika)
- Pocky Girls (Natsumi Abe, Kei Yasuda, Rika Ishikawa, Nozomi Tsuji, Ai Kago, Ai Takahashi, Risa Niigaki, Makoto Ogawa, Asami Konno)
- Venus Mousse (Kaori Iida, Mari Yaguchi, Hitomi Yoshizawa, Maki Gotō)
- Baka Tono Sama (invité de Mini Moni, sur le CD uniquement)
- 4KIDS (Mai Hagiwara, Airi Suzuki, Māsa Sudō, Risako Sugaya) (invité de Mini Moni, sur le DVD uniquement)
- Rika Ishii (citée sur le medley du DVD)
- Takagi Boo (invité, sur le DVD uniquement)